# Ted Koehler
Ted L. Koehler (Washington D.C., 14 juli 1894 – Santa Monica (Californië), 17 januari 1973) was een Amerikaanse pianist en songwriter.

## Biografie
Ted Koehler begon zijn professionele carrière als werknemer in een fotobedrijf, maar kwam uiteindelijk terecht in de muziek- en showbusiness, waar hij begon als theaterpianist voor stomme films. Daarna begon hij te schrijven voor vaudeville-shows en Broadway en produceerde hij shows in nachtclubs. Hij werd bekend door zijn samenwerking met componist Harold Arlen. Ze schreven een aantal liedjes uit de jaren 1920 tot en met de jaren 1940, die onderdeel werden van het Great American Songbook. Hun eerste gezamenlijke succes was in 1931 het nummer Behind the Devil and the Deep Blue Sea, gevolgd door I Love a Parade en I Gotta Right to Sing the Blues uit 1932. Het Arlen/Koehler-team schreef voor Broadway voor producties van de Cotton Club in  New York en later voor Hollywood-films. Koehler werkte ook samen met andere componisten, zoals Jimmy McHugh, Rube Bloom en Sammy Fain. Veel van de nummers waaraan Ted Koehler deelnam, zoals Wrap Your Troubles in Dreams, Get Happy of Stormy Weather, werden later jazzstandards.

## Overlijden
Ted Koehler overleed in januari 1973 op 78-jarige leeftijd.

## Discografie
Bekende songs
- Animal Crackers in My Soup
- As Long as I Live – muziek: Harold Arlen
- Between The Devil And The Deep Blue Sea – muziek: Harold Arlen
- Don't Worry 'Bout Me – muziek: Rube Bloom
- Get Happy – muziek: Harold Arlen
- I Gotta Right To Sing The Blues – muziek: Harold Arlen
- Ill Wind – muziek: Harold Arlen
- I'm Shooting High
- I've Got My Fingers Crossed – muziek: Jimmy McHugh
- I've Got The World On A String – muziek: Harold Arlen
- Let's Fall In Love – muziek: Harold Arlen
- Sing My Heart – muziek: Harold Arlen
- Spreadin' Rhythm Around – muziek: Jimmy McHugh
- Stormy Weather – muziek: Harold Arlen
- When the Sun Comes Out – muziek: Harold Arlen
- Wrap Your Troubles in Dreams – met Harry Barris en Billy Moll
- Some Sunday Morning – muziek: Ray Heindorf en M.K. Jerome

Werken voor Broadway
- 1932: Earl Carroll's Vanities of 1932 – revue – co-componist en co-songwriter met Harold Arlen
- 1934: Say When – musical – tekstschrijver
- 1944: Now I Know – musical – tekstschrijver

- Bibsys: 1004094
- Biblioteca Nacional de España: XX1377929
- Bibliothèque nationale de France: cb148425374 (data)
- Gemeinsame Normdatei: 1067979808
- International Standard Name Identifier: 0000 0001 1604 4890
- Library of Congress Control Number: n87911793
- Nationale Bibliotheek van Letland: 000238831
- MusicBrainz: 5fc368f4-d528-48d7-a8d4-5c657b29beff
- Nationale Bibliotheek van Tsjechië: mzk2011629073
- Nationale Bibliotheek van Israël: 987007310954605171
- Nederlandse Thesaurus van Auteursnamen: 16908230X
- SNAC: w6m94fw2
- Système universitaire de documentation: 152625666
- Trove: 1499062
- Virtual International Authority File: 19948185
- WorldCat: E39PBJbRmqBg7wVhdBB6GkH6Kd